# This Note's for You
This Note's for You är ett musikalbum av Neil Young, utgivet 1988. Det var Youngs första album efter att ha återvänt till skivbolaget Reprise Records efter en period på Geffen Records. Musiken på albumet präglas av en blåssektion och har influenser från blues och R&B.
Albumet nådde som bäst 61:a plats på Billboardlistan.

## Låtlista
Samtliga låtar skrivna av Neil Young.
1. "Ten Men Workin'" - 6:25
2. "This Note's for You" - 2:04
3. "Coupe de Ville" - 4:15
4. "Life in the City" - 3:12
5. "Twilight" - 5:52
6. "Married Man" - 2:35
7. "Sunny Inside" - 2:33
8. "Can't Believe Your Lyin'" - 2:56
9. "Hey Hey" - 3:01
10. "One Thing" - 6:00

## Medverkande
- Neil Young - gitarr, sång
- Tom Brey - trumpet
- Claude Cailliet - trombon
- Larry Cragg - barytonsaxofon
- Chad Cromwell - trummor
- John Fumo - trumpet
- Ben Keith - altsaxofon
- Steve Lawrence - tenorsaxofon
- Ralph Molina - trummor
- Rick Rosas - bas
- Frank "Poncho" Sampedro - keyboards
- George Whitsell - bas